# Monique Cilione
Monique Cilione (ur. 19 listopada 1994) – australijska lekkoatletka specjalizująca się w rzucie oszczepem. 
W 2011 zdobyła brązowy medal mistrzostw świata juniorów młodszych. 
Rekord życiowy: 52,77 (7 lipca 2011, Lille Metropole). 

## Osiągnięcia
| Rok  | Impreza                               | Miejsce         | Pozycja           | Wynik |
| ---- | ------------------------------------- | --------------- | ----------------- | ----- |
| 2011 | Mistrzostwa świata juniorów młodszych | Lille Metropole | 3. miejsce        | 52,77 |
| 2012 | Mistrzostwa świata juniorów           | Barcelona       | el. – 22. miejsce | 48,30 |